# D-brana
Em teoria quântica de campos, as D-branas são em certo sentido defeitos topológicos e na teoria das cordas são uma classe de objetos estendidos sobre a qual cordas abertas pode acabar com as condições de fronteira de Dirichlet. D-Branas foram nomeadas em homenagem a Johann Peter Gustav Lejeune Dirichlet. D-branas foram descobertas por Dai, Robert Leigh and Joseph Polchinski, e independentemente por Petr Hořava em 1989. Em 1995, Polchinski identificou D-branas com soluções p-brana negra de supergravidade  , uma descoberta que desencadeou a segunda revolução das supercordas  e levou a dualidade holográficas e a dualidade da teoria-M.  
As D-branas são tipicamente classificadas pela sua dimensão espacial, o que é indicado por um número escrito após o D. A D0-brana é um único ponto, a D1-brana é uma linha (às vezes chamada de "D-Corda"), a D2-brana é um plano, e uma D25-brana preenche o espaço de maior dimensão considerada na teoria das cordas bosônicas. Há também as  D(-1)-branas instantônicas, que estão localizadas no espaço e no tempo.